# Odo Casel
Odo Casel (Koblenz-Lutzel, 27 de septiembre de 1886 - Herstelle, 28 de marzo de 1948) fue un teólogo católico alemán, conocido especialmente por sus estudios en relación con la liturgia y su profundización en temas relacionados con el memorial.
Tras estudiar filología clásica en la Universidad de Bonn se hizo benedictino en el año 1905 trasladándose a vivir a la Abadía de Maria Laach donde tras completar su formación fue ordenado sacerdote en 1911. Luego se trasladó a Roma donde obtuvo el doctorado en teología dogmática sobre la doctrina eucarística de san Justino Mártir. Luego vuelve a Bonn donde obtiene el doctorado en filología griega con una tesis sobre el silencio místico según los filósofos griegos. Su regreso a la abadía de Laach implica el inicio de sus estudios de liturgia. En 1922 se traslada a Herstelle.
Inicia sus publicaciones litúrgicas en Ecclesia orans en 1918 y ya muestra su teoría que considera la liturgia como una forma cultual semejante a las de las religiones mistéricas paganas. La liturgia cristiana implicaría, según afirma, la presencia de la acción salvífica de Cristo a través del memorial. Llama a toda su interpretación de la liturgia una «doctrina de los misterios». Fue un teólogo particularmente influyente en el Movimiento litúrgico. Muchas de sus intuiciones fueron integradas en la enseñanza oficial de la Iglesia católica por el papa Pío XII, en su encíclica Mediator Dei, en 1947.LA SUPREMA SACRA CONGREGATIO SANCTI OPFICII(Protoc. núm. 142/48)Ex aedibus S. Officii, die 25 nov. 1948 sobre la recta interpretación de la encíclica Mediator Dei no defiende la teoría de los misterios.

## Obra
- El memorial del Señor en la liturgia cristiana primitiva (1918)
- La liturgia como celebración mistérica (1922)
- El misterio del culto cristiano (1935)